# Ingyō
Cesarz Ingyō (jap. 允恭天皇 Ingyō tennō) – 19. cesarz Japonii według tradycyjnego porządku dziedziczenia.
Ingyō panował w latach 411-453.
Mauzoleum cesarza Ingyō znajduje się w Fujiidera w prefekturze Osaka. Nazywa się ono Ega-no nagano-no kita-no misasagi.